# Hoodia ruschii
Hoodia ruschii är en oleanderväxtart som beskrevs av Moritz Kurt Dinter. Hoodia ruschii ingår i släktet Hoodia och familjen oleanderväxter. Inga underarter finns listade i Catalogue of Life.